# Salud (Breaking Bad)
"Salud" es el décimo episodio de la cuarta temporada de la serie dramática de televisión estadounidense Breaking Bad y el episodio 43 en general de la serie. Se emitió originalmente en AMC en los Estados Unidos el 18 de septiembre de 2011.

## Trama
Jesse, Mike y Gus viajan a México para enseñarle al cártel a cocinar metanfetamina de alta calidad. Aunque el químico jefe del cártel inicialmente se muestra escéptico porque Jesse es un novato, el cártel queda impresionado cuando Jesse, tomando confianza y autoridad en el lugar, cocina un lote exitoso. Luego, Jesse se horroriza al escuchar que trabajará para el cártel, aunque Mike le asegura que regresará a casa.
Como resultado de su pelea con Jesse la noche anterior, Walt se queda en cama todo el día y se pierde el cumpleaños de su hijo. Preocupado, Walter Jr. manejando su auto de regalo, lo visita, solo para encontrarlo ensangrentado y con analgésicos y alcohol. Walt culpa al juego; se disculpa entre lágrimas. A la mañana siguiente, Walt encuentra a Walter Jr. en su sofá y se disculpa por su estado de drogadicción, diciendo que no quiere que lo recuerden de esa manera después de que se haya ido, rememorando su visión de su fallecido padre cuando era niño. Sin embargo, Walter Jr. parece estar más satisfecho con la aparente veracidad de Walt que con su doble vida durante el último año. Tras despedirse, aparece Tyrus para llevarlo al laboratorio.
Skyler convence a Saul Goodman de transferir $620,000 a Ted bajo la falsa historia de una herencia de una tía lejana. En lugar de pagarle al IRS, Ted usa el dinero para arrendar un nuevo Mercedes Benz SL550 y reiniciar su negocio, lo que obliga a Skyler a presionarlo a pagar y decirle que el dinero en realidad proviene de ella.
Jesse, Mike y Gus son llevados a la residencia de Don Eladio, donde Héctor mató al socio de Gus, Max, hace décadas. Gus y Eladio hacen las paces, sellándolo bebiendo una botella de tequila poco común que Gus regala como muestra de respeto. Mientras Eladio y sus secuaces festejan, Gus va al baño y se induce a sí mismo a vomitar; se revela que el tequila fue envenenado, y todos los que lo bebieron mueren; Don Eladio descubre su jugada, pero sucumbe al veneno. Gus había tomado un antídoto anteriormente, pero sin embargo se ve afectado y su cuerpo comienza a fallar cuando les dice a los secuaces sobrevivientes que Eladio y sus hombres están muertos y, por lo tanto, ya no tienen motivos para luchar, ofreciéndoles unirse a él. La mayoría de los soldados restantes del cártel huyen, pero Joaquín Salamanca dispara y hiere a Mike antes de que Jesse le dispare. Raudamente, el trío escapa de la residencia.

## Recepción
Seth Amitin de IGN le dio al episodio una calificación de 10/10 ("Obra maestra"). Donna Bowman de The AV Club le dio una calificación de A.
En 2019, The Ringer clasificó a "Salud" como el vigésimo mejor episodio de la serie.